# Miltochrista coccineotermen
Miltochrista coccineotermen är en fjärilsart som beskrevs av Rothschild 1913. Miltochrista coccineotermen ingår i släktet Miltochrista och familjen björnspinnare. Inga underarter finns listade i Catalogue of Life.